# Lucas Fournier
Pour les articles homonymes, voir Fournier.
Lucas Fournier est un essayiste et romancier français né à Lamalou-les-Bains.
Avec d'autres artistes et écrivains, comme Henri Cueco, Gérard Mordillat, Jacques Jouet, Hervé Le Tellier, ou encore Jean-Bernard Pouy, il participe depuis 1987 à l'émission de Françoise Treussard sur France-Culture Des Papous dans la tête, fondée par Bertrand Jérôme.

## Ouvrages collectifs
- Les Papous dans la tête, l'anthologie, Gallimard, 2007
- Le Dictionnaire des Papous dans la tête, Gallimard, 2007
- 36 Facéties des Papous dans la tête, carnetsnord/France Culture, 2013
- Le Grand jeu du dico, 100 mots rares et improbables que vous pourriez utiliser tous les jours, le Robert, 2017